# Pont de Tacoma Narrows
El pont de Tacoma Narrows és un pont penjant de 1.646 metres de longitud (el tercer més llarg del món quan es va construir, el 1950), que creua el gorg de Tacoma, a l'estat de Washington als Estats Units d'Amèrica. La primera versió del pont, dissenyada per Leon Moisseiff, va ser famosa per una dramàtica fallida estructural (que va ser filmada) el 1940.

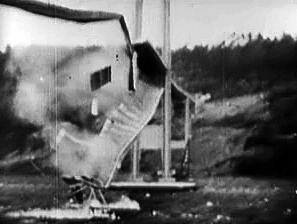
Col·lapse del primer pont de Tacoma l'any 1940

El pont estava sòlidament construït, amb tirants d'acer al carbó ancorats en grans blocs de formigó. Els dissenys previs normalment tenien gelosies obertes (de barres) sota la llosa de la calçada. Aquest va ser el primer pont que va fer servir parells de grans bigues en forma de I) per a aguantar la calçada. Amb els dissenys anteriors el vent passava senzillament a través de la gelosia, però amb el nou disseny el vent es desviava per sobre i per sota l'estructura. Poc després de la construcció el juliol de 1940 (obert al trànsit l'1 de juliol), es va descobrir que el pont oscil·lava perillosament sota el vent. Aquesta ressonància era longitudinal, la qual cosa vol dir que el pont oscil·lava en tota la longitud –per exemple, una meitat del vano central pujava mentre que l'altra meitat baixava–. Els conductors veien els cotxes que s'apropaven en direcció contrària apareixent i desapareixent a "valls" de la calçada.
El pont va fallar quan va tenir lloc un mode torsional que mai no s'havia observat abans. De fet, es tractava del segon mode torsional (no longitudinal), en el qual el centre del pont es mantenia quiet mentre que les dues meitats del pont es retorçaven en direccions oposades. Finalment, l'amplitud del moviment va augmentar més enllà de la tolerància de l'estructura i van fallar alguns cables de la suspensió. Una vegada van fallar diversos cables, el pes de la llosa es transferia als cables adjacents, trencant-los, de manera que gairebé tot el cos central del pont va caure a l'aigua.
L'espectacular destrucció del pont es posa molt sovint com a exemple de la necessitat de considerar l'aerodinàmica i els efectes de ressonància a les escoles d'enginyeria. De tota manera, no és el millor exemple de ressonància, car la ressonància normalment implica ressonància forçada (tal com el moviment periòdic induït per un grup de soldats desfilant i marcant el pas). Així, en el cas del pont de Tacoma, no hi existia una força periòdica. El vent era constant a 67 km/h. La freqüència del mode destructiu, 0,2 Hz, no era ni un mode natural de l'estructura (isolada) ni la freqüència dels vòrtexs turbulents creats per les vores del pont a aquella velocitat del vent. El desastre només es pot entendre si es consideren els sistemes estructurals i aerodinàmics acoblats.
Afortunadament, no va haver-hi víctimes humanes (només va morir un gos que es va quedar aterrit dins un cotxe)

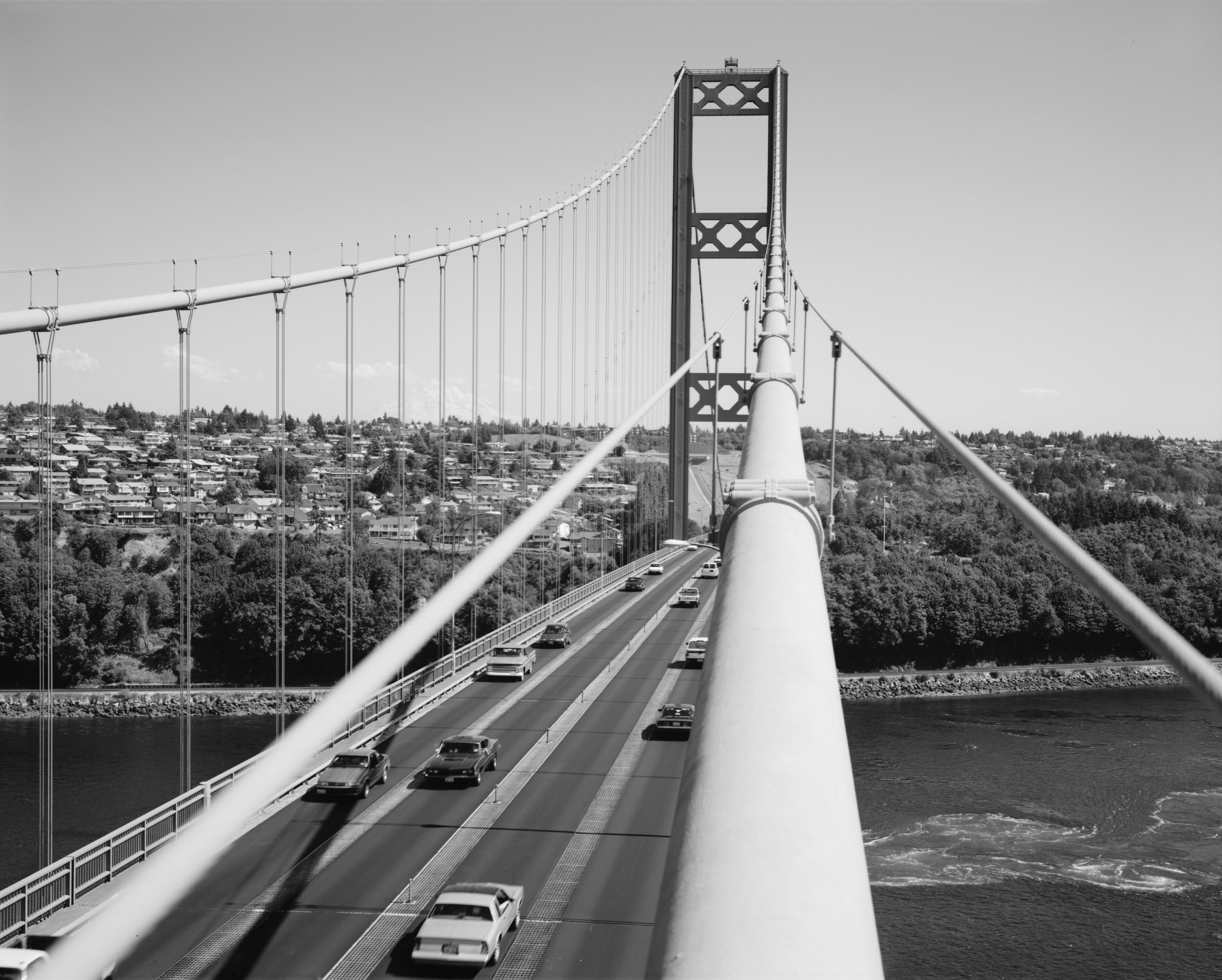
Pont de Tacoma Narrows l'any 1950, ja reconstruït

El pont es va redissenyar i reconstruir (usant les torres originals) amb gelosies, barres rigiditzadores i obertures per a deixar passar el vent. El nou pont es va obrir al trànsit el 14 d'octubre de 1950, i té una longitud de 1822 m (12 m més llarg que el seu predecessor i és el 5è pont penjant més llarg dels Estats Units).
Després de la lliçó de Tacoma, els ponts penjants més moderns que no són de gelosia tenen la llosa acabada en formes aerodinàmiques (amb els costats en forma de punta), per a evitar l'acoblament amb el vent.
El pont es va dissenyar per a suportar 60,000 vehicles diaris. Actualment n'hi circulen 90.000, i es projecta que n'hi circulin 120.000 el 2020. Ara s'està construint un altre pont, que serà paral·lel a l'actual (la construcció va començar el 4 d'octubre de 2002 i es va acabar el 2007).